# Komet Čurjumov-Gerasimenko
Komet Čurjumov-Gerasimenko (uradna oznaka je 67P/Churyumov-Gerasimenko ) je periodični komet z obhodno dobo okoli 6,6 let, ki pripada Jupitrovi družini kometov.

## Odkritje
Komet je odkril 20. septembra 1969 ruski astronom Klim Ivanovič Čurjumov na Observatoriju Alma-Ata v Rusiji. Ploščo je na Astrofizikalnem inštitutu v Alma-Ati posnela Svetlana Ivanovna Gerasimenko 11. septembra 1969  med snemanjem kometa Comas Solá.

## Lastnosti
Premer jedra kometa je 4 km.
Komet ima zanimivo preteklost povezano s tirnico. Občasno preskoči iz ene tirnice v drugo, kar povzroča bližina Jupitra ali Saturna. Zanj so tudi izračunali, da ga pred letom 1840 sploh niso mogli opaziti, ker je imel odsončje na razdalji 4 a.e. V tem času je zaradi vpliva Jupitra ta razdalja padla na 3,0 a.e. Leta 1959 pa je Jupiter povzročil, da je komet prišel na razdaljo odsončja (perihelija) 1,28 a.e., kjer je še sedaj.

## Raziskovanja
Komet je cilj vesoljske sonde Rosetta, ki jo je leta 2004 proti kometu poslala Evropska vesoljska agencija. Med potjo proti kometu je letela mimo asteroida 2867 Šteins v letu 2008 in v letu 2010 še mimo asteroida 21 Lutecija. V pripravah na misijo Rosetta je komet posnel Vesoljski teleskop Hubble. Narejen je bil tudi podroben trodimenzionalni modela njegovega jedra.
6. avgusta 2014 je sonda dosegla komet in uspešno upočasnila ter uskladila svoj tir z njegovim. 12. novembra je proti površini spustila robotski pristajalni modul Philae, ki naj bi se z vijaki in harpunami pritrdil na podlago (kometova težnost je namreč zelo šibka) ter meril spremembe v obdobju, ko se bo komet najbolj približal Soncu. Po sedmih urah spusta so sondini instrumenti potrdili stik, kar pomeni, da je ESA izvedla prvi pristanek na kometu v zgodovini. Vendar pa se naprave za pritrjevanje niso sprožile pravilno, zato se je modul vsaj enkrat odbil od površine. Trenutno se nahaja na površini, vendar natančen status ni znan.